# Лојцен Браувер
Лојцен Егбертус Јан Браувeр (хол. Luitzen Egbertus Jan Brouwer, IPA: ; Оверши, 27. фебруар 1881 — Бларикум, 2. децембар 1966), у литератури — углавном енглеској — навођен као L. E. J. Brouwer, међу пријатељима познат и као Бертус (хол. Bertus), био је холандски математичар и филозоф, који се бавио топологијом, теоријом скупова, теоријом мера и комплексном анализом. Био је оснивач математичке филозофије познате као интуиционизам.

## Биографија
У току своје каријере доказао је неколико теорема у топологији. Главни резултати студије били су следећи: теорија непокретне тачке, тополошка инваријантност степена и тополошка инваријантност димензије. Најпопуларнија од њих је прва која се још зове и Брауерова теорема непокретне тачке. Она је једноставна последица друге студије, о тополошкој инваријантности степена, и најпопуларнија је међу алгебарским тополозима. Трећа студија је вероватно и најтежа.
Браувер је доказао једноставну теорему апроксимације на темељима алгебарске топологије. Године 1912, у 31. години, изабран је за члана Академије наука и уметности Краљевине Холандије.
Оно по чему је Браувер сигурно познат је оснивање правца у математици познатог под називом интуиционизам.
Браувер је, још у свом докторату 1907. године довео у питање читав систем класичних математичких сазања које поседујемо.
Пре свега, Браувер је љути противник формализације. Он напросто сматра да је формализација могућа када се математички резултати формулишу, саопштавају. Стварање, пак, математике је, по њему и следбеницима, прелингвистичко стање ума. То стање је много флексибилније од бављења математиком кроз формализоване структуре.
Основно Брауверово убеђење је да људски ум поседује интуицију природног броја и да на њој гради све даље математичке конструкције, из тог разлога је Брауверов концепт конструисања у основном Брауеровом филозофирању навео друге математичаре да интуиционизму дају и друго име — конструктивизам.
Браувер признаје за математичке објекте само оне који су конструисани од природних бројева ефективним, алгоритамским поступком. Брзо се испоставља да то значи елиминисање свих неконструктивних поступака од којих врви стандардна математика. Тако је, на пример, за Браувера π легитимно конструисан број јер постоји поступак којим се генеришу његове цифре. То практично значи да су бројеви само они за које постоји алгоритам конструисања цифара, те да, по интуиционистима, реалних бројева има само пребројиво много, колико и алгоритама. Тиме је, управо због конструктивности бројева на којој се инсистира из интуициноистичке математике протеран концепт непрекидности и континуума.
Идеју о конструисању Браувер шири и на логичке појмове. Тако је, по њему исказ А истинит само ако је конструисан ефективан доказ за њега. То одмах повлачи и реконструкцију логике. Штавише, Браувер сматра да се логика развија после математике.
О његовим последњим годинама Дејвис (2002) примећује: 
Осећао се све више и више изолован и провео је своје последње године под параноичим страхом од банкрота, прогона и болести.
Умро је 1966. године у 85. години живота — ударило га је возило док је прелазио улицу испред своје куће.